# 143. вечити дерби у фудбалу
143. вечити дерби је фудбалска утакмица одиграна на стадиону Црвена звезда у Београду 17. новембра 2012. године. Ова утакмица је игран у оквиру тринаестог кола Суперлиге у сезони 2012/13. Црвена звезда је победила Партизан са 3:2. Стрелци за Звезду били су Филип Касалица у 14, Лука Миливојевић у 49 и Ненад Милијаш у 74. минуту. Стрелац за Партизан био је Александар Митровић у 9 минуту док је други гол за Партизан био ауто-гол који је постигао Милан Јовановић у 16. минуту. Утакмицу је судио Милорад Мажић из Врбаса.
Пре ове утакмице Партизан је заузимао прво место на табели са освојена 33 бода, док је Црвена звезда била друга, са 25 бода. Након ове утакмице Црвена звезда је смањила заостатак на пет бода.
Победом у овом Вечитом дербију Црвена звезда је дошла до своје 59. првенствене победе у међусобним сусретима, док их је Партизан имао 41, а 43 утакмице су завршене без победника.
Куриозитет: Ово је једини вечити првенствени дерби у коме је једна екипа водила на крају првог полувремена, а друга екипа добила на крају утакмице!

## Детаљи меча
| Црвена звезда                                                 | 3 – 2 | Партизан                                            |
| ------------------------------------------------------------- | ----- | --------------------------------------------------- |
| Филип Касалица 12’ · Лука Миливојевић 49’ · Ненад Милијаш 74’ |       | Александар Митровић 9’ · Милан Јовановић 16’ (а.г.) |

| Црвена звезда | Партизан |

| Црвена звезда:                                                                                               |    |                     |  |         |
| |    |                     |  |         |
| Г | 1  | Бобан Бајковић      |  |         |
| О | 14 | Никола Микић        |  | 46’     |
| О | 5  | Урош Спајић         |  |         |
| О | 15 | Милан Јовановић     |  | 16’ 49’ |
| О | 4  | Срђан Мијаиловић    |  | 64’     |
| С | 25 | Филип Младеновић    |  | 50’     |
| С | 8  | Дарко Лазовић       |  | 68’     |
| С | 10 | Ненад Милијаш       |  | 74’ 85’ |
| С | 19 | Лука Миливојевић    |  | 49’ 63’ |
| Н | 17 | Филип Касалица      |  | 14’ 90’ |
| Н | 91 | Огњен Мудрински     |  |         |
| Измене: |    |                     |  |         |
| Г | 32 | Александар Кировски |  |         |
| С | 7  | Милош Димитријевић  |  | 85’     |
| С | 13 | Никола Максимовић   |  |         |
| Н | 9  | Ели Бабаљ           |  |         |
| Н | 16 | Лука Милуновић      |  | 68’     |
| Н | 28 | Марко Вешовић       |  | 46’     |
| Тренер: |    |                     |  |         |
| Александар Јанковић Помоћне судије: Игор Радојчић, Милован Ристић и Миленко Вукадиновић Делегат: Душан Томић |    |                     |  |         |

| Партизан:           |    |                     |  |          |
|                     |    |                     |  |          |
| Г                   | 30 | Никола Петровић     |  |          |
| О                   | 2  | Александар Миљковић |  |          |
| О                   | 18 | Александар Лазевски |  |          |
| О                   | 40 | Милош Остојић       |  |          |
| О                   | 15 | Иван Иванов         |  |          |
| С                   | 99 | Милан Смиљанић      |  | 90+9’    |
| С                   | 21 | Саша Марковић       |  |          |
| С                   | 7  | Немања Томић        |  | 65’      |
| С                   | 22 | Саша Илић           |  | 80’      |
| Н                   | 50 | Лазар Марковић      |  | 77’ 85’  |
| Н                   | 45 | Александар Митровић |  | 9’ 90+4’ |
| Измене:             |    |                     |  |          |
| Г                   | 1  | Живко Живковић      |  |          |
| О                   | 3  | Владимир Волков     |  |          |
| С                   | 39 | Милош Јојић         |  | 65’      |
| С                   | 12 | Стефан Шћеповић     |  | 80’      |
| Н                   | 11 | Никола Нинковић     |  | 85’      |
| Н                   | 44 | Марко Шћеповић      |  |          |
| Тренер:             |    |                     |  |          |
| Владимир Вермезовић |    |                     |  |          |